# 水戸グリーンオープンゴルフトーナメント
水戸グリーンオープンゴルフトーナメントは、1985年から1997年まで行われていた日本プロゴルフ協会（PGA）公認の男子ゴルフチャレンジトーナメント。

## 概要・歴史
茨城県水戸市の水戸グリーンカントリークラブを舞台に行われ、1985年の第1回から1991年の第7回まで照田コース、1992年の第8回から1997年の第13回まで山方コースで行われた。
1987年は弱冠22歳の合田洋が初日7アンダーで首位に立ち優勝し、その後の活躍も目覚しく、1992年には「後楽園カップ」と「スポーツ振興オープン」の両グローイングツアーでも優勝。1994年には日本プロで、尾崎将司、青木功、中嶋常幸の「AON」を抑えての優勝は「シンデレラボーイ」の異名を生んだ。
1993年は地元出身で日本大学3年在学中のアマチュア片山晋呉が居並ぶプロを抑えて、選手の堂々優勝の快挙を成し遂げた。当時の浅見勝一PGA会長は、終盤はスコアー速報室に入ったまま、速報が入るたびに「プロはなにをやっているんだ」とうなだれた。
1995年は初日6アンダーで佐々木均とトップタイに並んだ田中秀道が連続バーディーにイーグルまで取る勢いで、雷雨による中断にもめげず、通算8アンダーで堂々の初優勝。
最後となった1997年は5年目の藤田寛之がトータル3アンダーの4選手によるプレーオフを戦い、1ホール目の16番ショートホールでティーショットを池に入れた藤田プロに誰もが脱落かとの思いが漂う中、第3打目で奇跡のチップインでパーとし、流れを引き寄せた2ホール目でただ1人パーをセーブし、プロ初優勝を飾った。

## 歴代優勝者
- 1985年 - 丸山智弘
- 1986年 - 友利勝良
- 1987年 - 合田洋
- 1988年 - 青木基正
- 1989年 - 太田慶治
- 1990年 - 時任宏治
- 1991年 - 松永一成
- 1992年 - 中村基
- 1993年 - 片山晋呉
- 1994年 - 伊藤正己
- 1995年 - 田中秀道
- 1996年 - 芹澤大介
- 1997年 - 藤田寛之